# Храм Афеї
Храм Афеї ( грец. Ναός Αφαίας   ) або Афея  розташований в межах комплексу святилищ, присвяченого богині Афаї, на грецькому острові Егіна, що лежить у Саронічній затоці . Раніше відомий як храм Юпітера Пангелленіуса, великий доричний храм тепер визнаний  присвяченим богині-матері Афаї. Він був улюбленим у неокласичних і романтичних художників, таких як Дж. М. В. Тернер. Він стоїть на пагорбі заввишки 160 м на східній стороні острова приблизно 13 км на схід по дорозі від головного порту. 
Афая (грец Ἀφαία ) — це грецька богиня, якій поклонялися виключно в цьому святилищі. Збережений храм  був побудований бл. 500 до н.е. на залишках більш раннього храму бл. 570до н. е., який знищила пожежа бл. 510 до н.е. Елементи цього старішого храму були поховані під більшою плоскою терасою пізнішого храму, і, таким чином, добре збереглися. На багатьох із цих похованих фрагментів залишилися рясні сліди фарби. У 7 столітті до н.е., можливо, був ще один храм, також розташований на тому ж місці, але вважається, що він був набагато меншим і простішим як за планом, так і за виконанням. Значну кількість фігур епохи пізньої бронзи було виявлено на цьому місці, включно з  пропорційно великою кількістю жіночих фігур ( <i id="mwIQ">коротрофів</i> ), що вказує, можливо, на те, що культова діяльність на цьому місці тривала з 14 ст. століття до н. е., що свідчить про мінойський зв’язок культу.  Останній храм має незвичайний план і також визначний своїми фронтонними скульптурами, які, як вважають, ілюструють перехід від архаїчної техніки до ранньокласичної . Ці скульптури експонуються в Гліптотеці Мюнхена, а ряд фрагментів знаходиться в музеях в Айгіні та й на самому місці де розташований храм. 

## Розвідка та археологія

План святині

Письменник-перієгетик Павсаній коротко згадує це місце у своїх працях 2 століття нашої ери, але не описує святилище в деталях, як він це робить для багатьох інших.  Храм став відомим у Західній Європі завдяки публікації « Іонських старожитностей» (Лондон, 1797 р.). У 1811 році молодий англійський архітектор Чарльз Роберт Кокерелл, закінчивши свою освіту на академічному Гранд-турі, і барон Отто Магнус фон Штакельберг зняли  фрагменти фронтонних скульптур, що впали. За рекомендацією барона Карла Галлера фон Галерштайна, який також був архітектором і, крім того, протеже наслідного принца Людвіга Баварського, мармур було відправлено за кордон і продано наступного року наслідному принцу, який незабаром став королем Людвігом I Баварським . Дрібні розкопки східної стіни периболоса були проведені в 1894 році під час реконструкції останнього храму.
Систематичні розкопки на цьому місці були проведені в 20 столітті німецькою школою в Афінах, спочатку під керівництвом Адольфа Фуртвенглера . Під час цих розкопок була визначена та досліджена площа святилища. Проте ділянку під останнім храмом не можна було розкопувати, оскільки це зашкодило б самому храму. Крім того, у кишенях на кам’янистій поверхні пагорба виявлено значні залишки доби бронзи. З 1966 по 1979 рік під керівництвом Дітера Олі були проведені великі німецькі розкопки, які привели до відкриття в 1969 році значних залишків старішого архаїчного храму в наповненні пізніших стін тераси. Ернст-Людвіг Шванднер і Марта Олі також були пов’язані з цими розкопками, які тривали після смерті Дітера Олі до 1988 року. Було знайдено достатню кількість залишків, щоб можна було екстраполювати повну архітектурну реконструкцію споруди; у музеї на тому місці реконструйовано залишки антаблемента та фронтону одного кінця старішого храму.

## Фази святилища
Святилище Афаї було розташоване на вершині пагорба на висоті бл. 160 м  в північно-східній точці острова. Остання форма святилища займала площу бл. 80 на 80 м; попередні фази були менш масштабними і менш чітко визначеними.

### Фаза бронзового віку
На ранньому етапі використання в бронзовому столітті східна частина пагорба була відкритим святилищем без стін для жіночої родючості та землеробського божества.  Статуетки бронзового віку переважають за кількістю залишків кераміки. Відкриті форми посудини також мають надзвичайно високу пропорцію порівняно з закритими. Поблизу немає відомих поселень чи поховань, що свідчить про те, що останки пов’язані з використанням. Знайдено велику кількість малих гончарних колісниць і тронів і мініатюрних посудин. Хоча є розкидані залишки, що датуються ранньою бронзовою епохою, як-от два камені тюленя. Останки у значних кількостях починають відкладатися в епоху середньої бронзи, і найбільше використання святилища припадає на періоди від LHIIIa2 до LHIIIb. Менш легко простежити культ через субмікенський період і в геометричний період, де культова активність знову досить певна.

### Пізня геометрична фаза
Фуртвенглер пропонує три етапи будівництва святилища, причому найбільш ранній з них демонструє вівтар у східному кінці, датований бл. 700 роком до н.е. Також  відомі цистерна на північно-східному краю та споруда, визначена як скарбниця на схід від пропілона (входу) святилища. Передбачалося, що храм, який відповідає цим спорудам, має перебувати під пізнішими храмами і, таким чином, не підлягає розкопкам. Фуртвенглер припускає, що цей храм є ойкосом (будинком). В середині VII ст. до н.е. згадується напис з цього місця як побудований жерцем для Афаї. Він припускає, що цей будинок богині (храм) був побудований з кам'яних цоколів, увінчаних верхніми стінами з глиняної цегли та дерев'яним антаблементом .  Верхівку пагорба трохи змінили, щоб зробити її більш рівною, вклинивши каміння в ущелини скелі.

### Архаїчна фаза (Храм Афаї I)

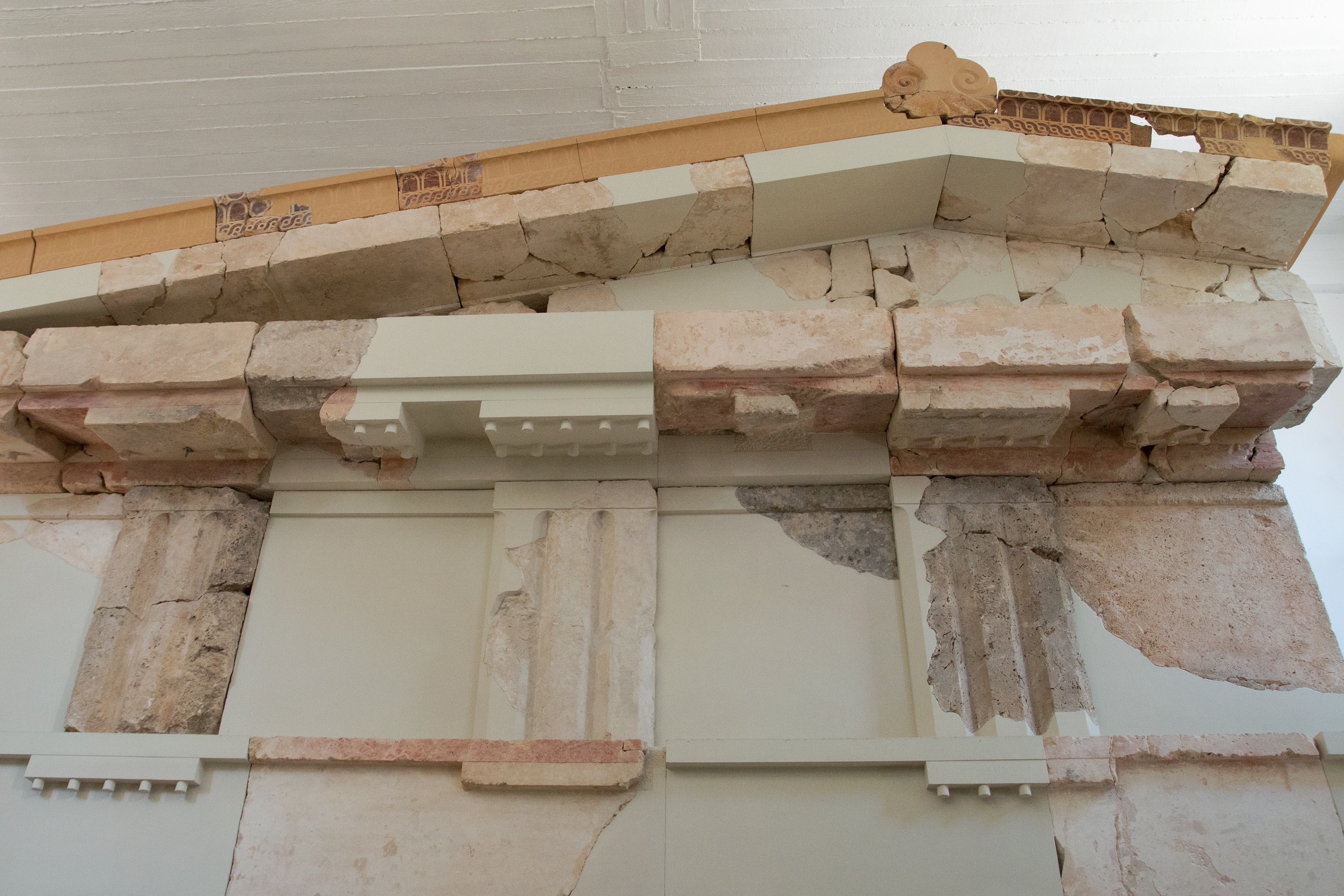
Реконструйований антаблемент і фронтон храму Афаї I у музеї на тій території.

Олі виявив периболосну стіну (кам'яний цоколь і верхній рівень з сирцевої цегли), що огороджує площу бл. 40 на 45 м відноситься до цього етапу. Цей перибол не був вирівняний з віссю храму. Для з’єднання храму з вівтарем був побудований трохи піднятий і вимощений майданчик. На південно-східній стороні перибола був пропілон (офіційні вхідні ворота) з дерев’яною надбудовою. Колона 14 м заввишки , увінчана сфінксом, була розташована на північно-східній стороні святилища. Повне дослідження та реконструкцію храму здійснив Шванднер, який датує його до 570 року. до н. е. У його реконструкції храм простильно- тетрастильний у плані, має пронаос і виразно– адитон на задній частині целли .
Як і у храмах Артеміди в Брауроні та Авліди (серед інших), багато храмів Артеміди мають такі задні приміщення, що може свідчити про схожість культової практики.  Целла храму Афаї мала незвичайну особливість: два ряди по дві колони підтримували інший рівень колон, що сягали даху. Архітрав цього храму був побудований у два ряди, і мав висоту 1,19 м, а висота фриза 0,815 м; ця пропорція  незвична серед храмів регіону, але відома з храмів на Сицилії. Тригліф і фриз метопи також розміщені вздовж внутрішньої сторони пронаоса.  Ці метопи, очевидно, не були прикрашені скульптурою, і немає жодних ознак фронтонної скульптури . Цей храм і більшу частину святилища було знищено пожежею близько 510 року до н. е.

### Пізня архаїчна фаза (Храм Афаї II)

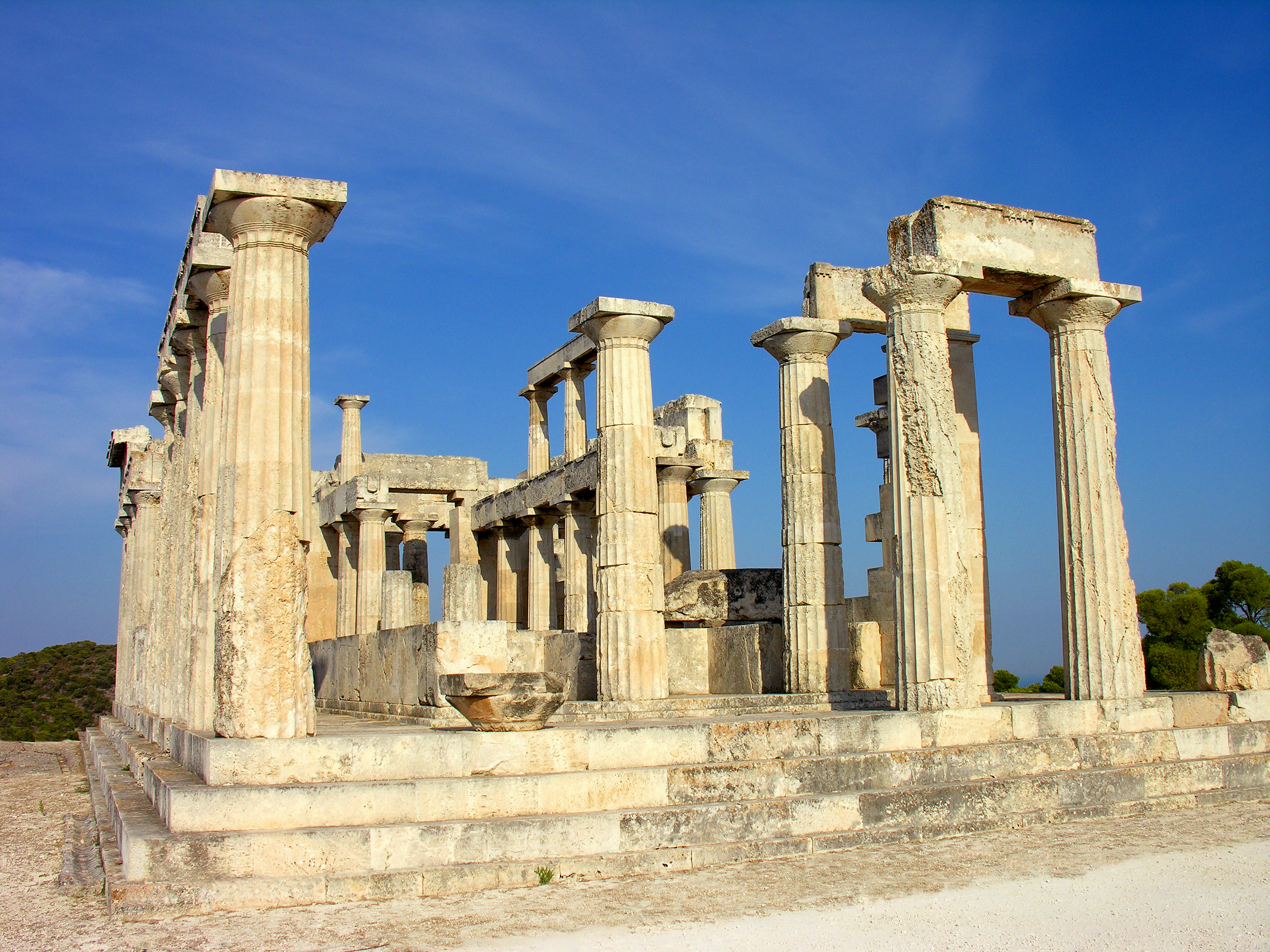
Вид на схід від опистодома храму Афаї II, на якому зображені колонади целли.

Будівництво нового храму розпочалося невдовзі після руйнування старого храму. Залишки зруйнованого храму були вилучені з місця нового храму і використані для заповнення тераси бл. 40 на 80 м  в межах загального святилища бл. 80 на 80 м. Ця нова храмова тераса була вирівняна з півночі, заходу та півдня з планом нового храму. Храм був гексастильною периптеральною структурою доричного ордера на плані колон 6 х 12, що спиралася на платформу розміром 15,5 х 30,5 м; він мав дистиль в антисцелла з опистодомом і пронаосом .  Усі зовнішні колони, крім трьох, були монолітними. Між целлою та опистодомом був невеликий дверний отвір. поза віссю.  У схожому дизайні, але в більш монументальному виконанні, ніж попередній храм, целла нового храму мала два ряди по п’ять колон, що підтримують інший рівень колон, що сягали даху. Кути даху були прикрашені акротеріями сфінкса, а центральний, рослинний акротерій  мав пару статуй коре, що стояли по боках, вважається незвичайною особливістю. Антефікси були з мармуру, як і черепиця.

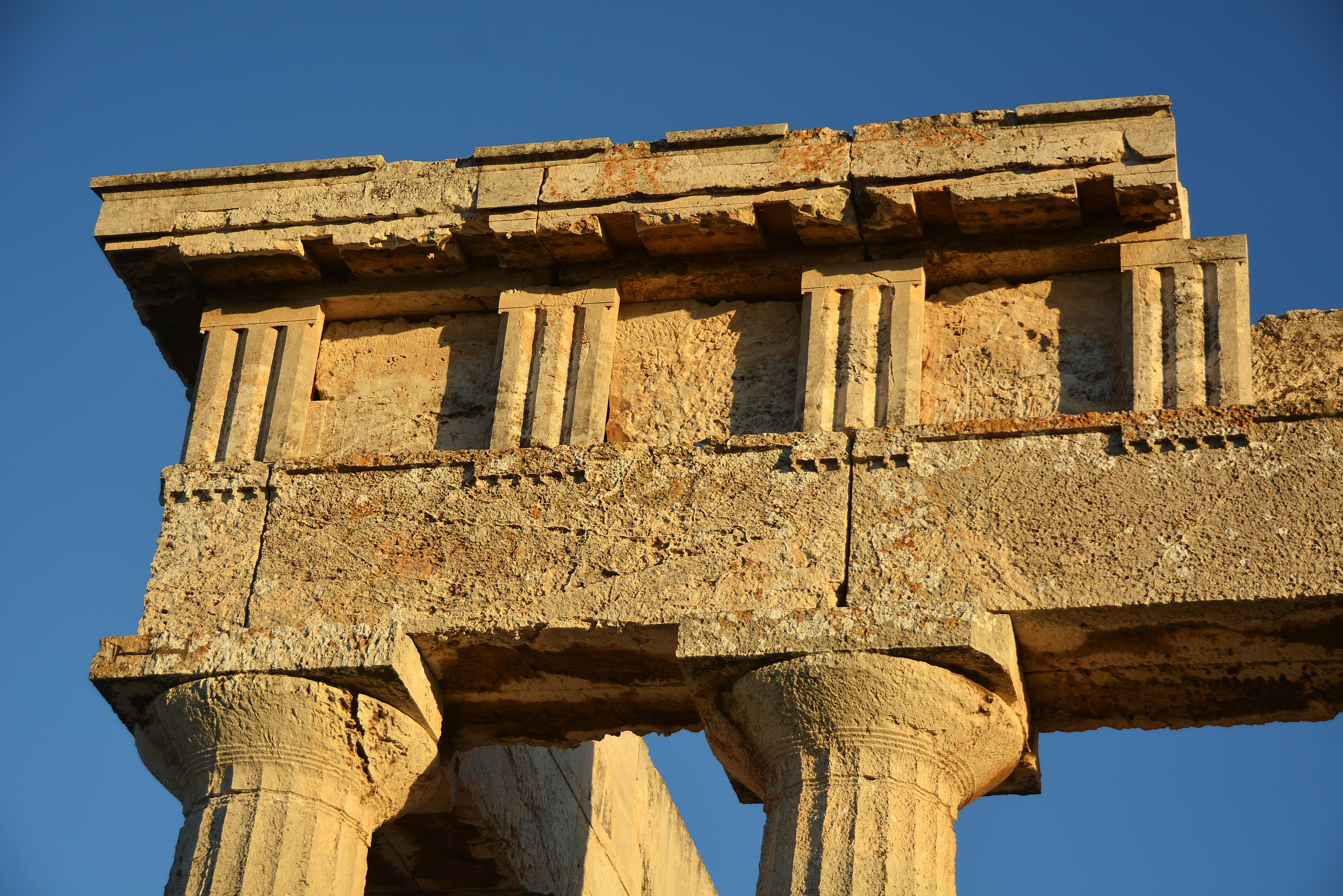
Доричний фриз і горизонтальна гейса храму Афаї II із прорізними тригліфами.

Для цього храму були запропоновані дати від 510 року до 470 року до н. е.  Банкель, який опублікував повне дослідження останків, порівнює конструктивні особливості споруди з трьома спорудами, які були близькими сучасникам:
- Афінська скарбниця в Дельфах
- Доричний храм в районі Мармарія в Дельфах
- Храм Артеміди в Деліоні на Паросі

Банкель каже, що храм Афаї більш розвинений, ніж попередній етап цієї споруди, тому датується приблизно 500 роком.до н. е. Метопи цього храму, яких не знайшли, були врізані в блоків тригліфів і прикріплені до опорних блоків за допомогою затискачів. Якби вони були дерев’яними, то слід було б  очікувати, що вони не зьереглися . Якщо вони були кам’яними, то їх, можливо, прибрали для ринку стародавніх старожитностей, поки споруда ще стояла.  Для цього етапу також був перероблений вівтар.
Якби храм все ще використовувався до 4-го століття, він був би закритий під час переслідування язичників у пізній Римській імперії .

## Фронтонні скульптури

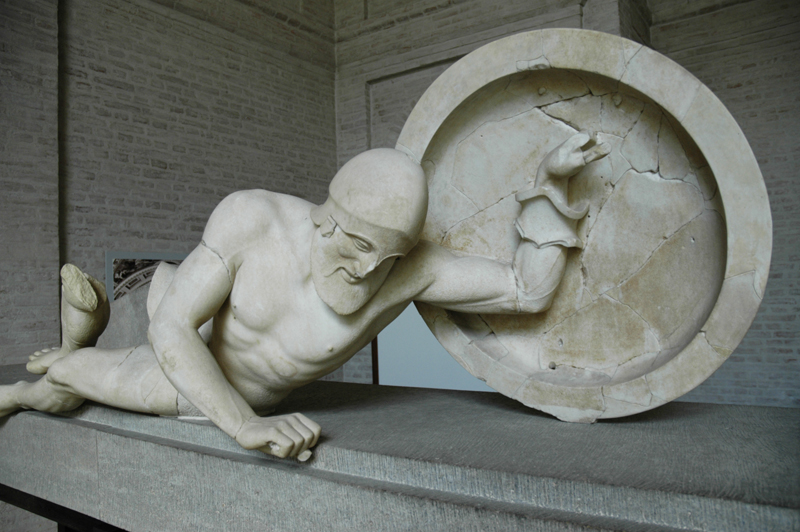
Скульптура воїна зі східного фронтону храму Афаї II.

Мармури з пізньоархаїчного храму Афаї, що включають скульптурні групи східного та західного фронтонів храму, експонуються в мюнхенській гліптотеці, де вони були відреставровані датським скульптором-неокласиком Бертелем Торвальдсеном . Ці роботи справили формуючий вплив на локальний характер неокласицизму в Мюнхені, як це було виявлено в архітектурі Лео фон Кленце . Кожен фронтон зосереджений на фігурі Афіни з групами бойовиків, полеглими воїнами та зброєю, що заповнювали зменшувальні кути фронтонів. Темою фронтонів була велич Егіни, про що свідчать подвиги її місцевих героїв у двох троянських війнах, одну з яких очолив Геракл проти Лаомедонта, а другу — Агамемнона проти Пріама . Згідно зі стандартними міфами, Зевс зґвалтував німфу Айгіну, яка народила першого царя острова Аякоса . У цього царя були сини Теламон (батько гомерівського героя Аякса ) і Пелей (батько гомерівського героя Ахілла ). Скульптури зберегли великі сліди складної схеми фарбування і мають важливе значення для вивчення живопису на античній скульптурі. Мармур оброблений навіть на тильній поверхні фігур, незважаючи на те, що вони були звернені до фронтону і тому не були помітні.

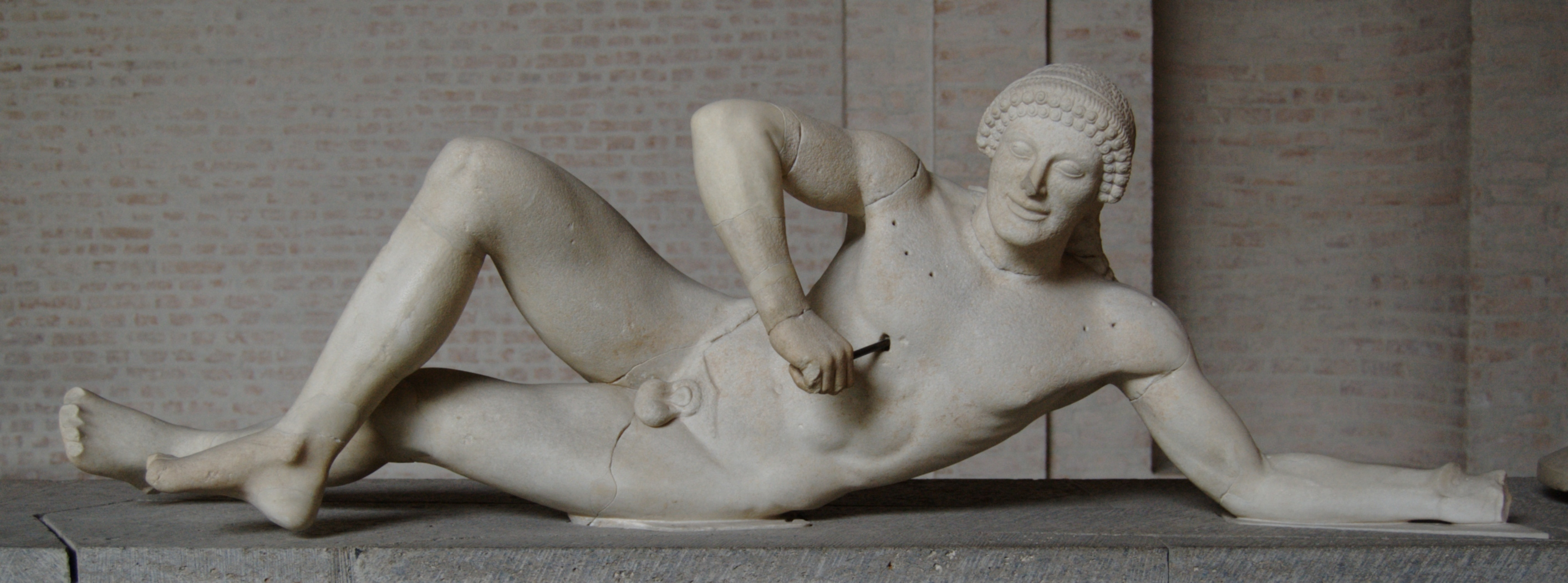
Скульптура воїна із західного фронтону храму Афаї II.

Олі стверджував, що всього було чотири фронтонні групи (два повних комплекти фронтонів для східної та західної сторін храму). Банкель використовує архітектурні залишки храму, щоб стверджувати, що було лише три фронтонні групи. Пізніше Олі повірив, що їх було лише дві, що переконливо показав Ешбах.  Були неглибокі вирубки та багато дюбелів, якими закріплювали цоколі скульптур західного фронтону (задня частина храму). На східному фронтоні використовувалися глибокі вирубки та менша кількість дюбелів для закріплення цоколів статуй. Було також кілька гейзонових блоків, які мали неглибокі вирубки та багато дюбелів, як на західному фронтоні, але вони там не пасували. Банкель стверджує, що скульптури були встановлені як на східному, так і на західному фронтонах за допомогою цих неглибоких вирубок, але скульптури східного фронтону були вилучені (разом з блоками гейсон, вирізаними для їх отримання) і замінені іншою скульптурною групою. Схоже, що ця заміна була здійснена до того, як на східному фронтоні були встановлені грабельні гейси, оскільки кутові гейси не були зрізані, щоб з’єднатися з грабельною гейсою : тобто перша фаза східного фронтону була замінена на 2 фазу перед тим ,як завершили будівництво храму. Оскільки східний фасад храму  був найважливішим візуально, не дивно, що будівельники вирішили зосередити на ньому додаткові зусилля.

### Східний фронтон

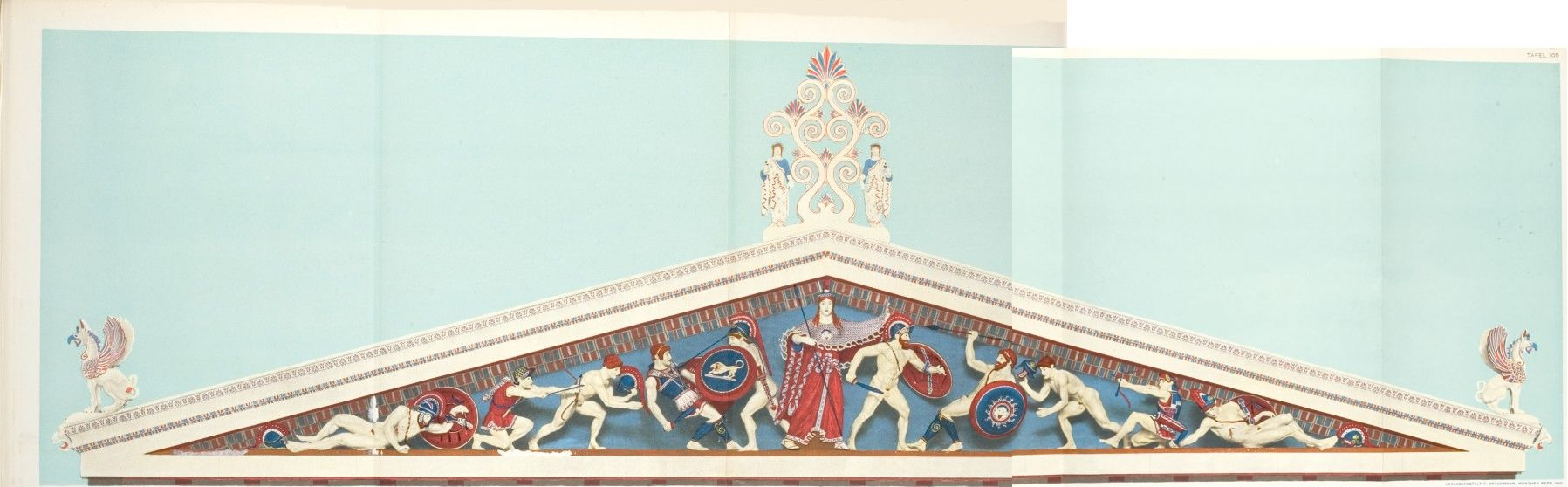
Барвиста реконструкція східного фронтону

Темою є перша Троянська війна, не та, яку описав Гомер, а війна Геракла проти царя Трої Лаомедонта, причому Теламон відігравав важливе місце, коли він воював разом із Гераклом проти царя Лаомедонта. Вважається, що цей фронтон є пізнішим за західний і має ряд особливостей, відповідних класичному періоду: статуї демонструють динамічну позу, особливо у випадку Афіни, хіастичну композицію та складне заповнення простору за допомогою ніг полеглих бійців, щоб заповнити кути фронтону. Частина східного фронтону була зруйнована під час перських воєн, можливо, від удару грому. Статуї, що вціліли, встановлювали в огорожі святилища, а ті, що були знищені, ховали за стародавнім звичаєм. Стару композицію замінили новою зі сценою битви, знову ж таки з Афіною в центрі. 

### Західний фронтон

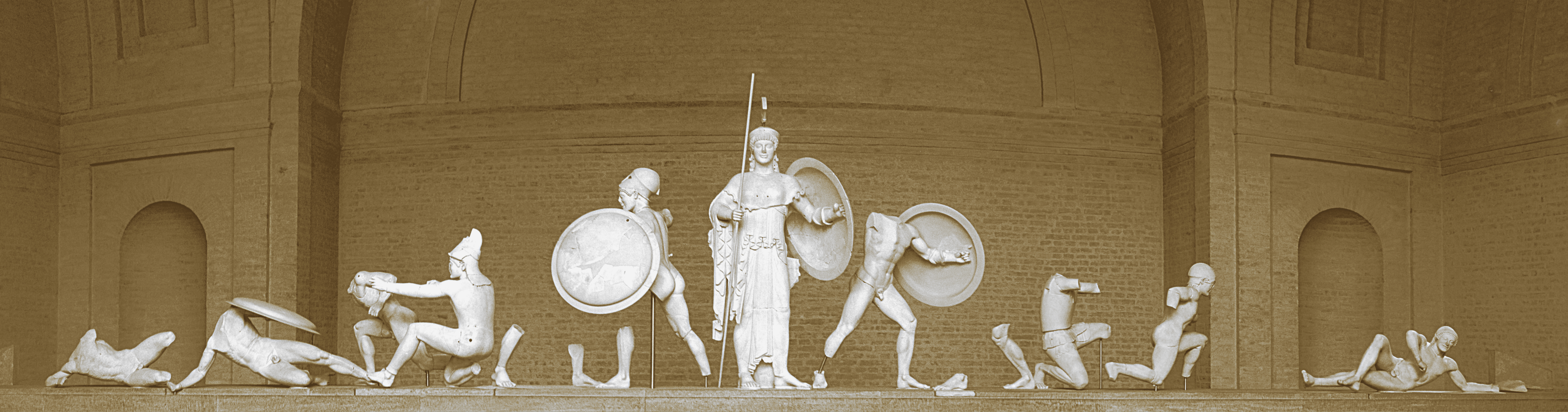
Західний фронтон у Гліптотеці зараз

Темою є друга Троянська війна – описана Гомером, де Аякс (син Теламона ) займає чільне місце. Стиль цих скульптур — архаїчний період. Композиція має справу зі зменшенням кутів фронтону, заповнюючи простір за допомогою щита і шолома.

## Дивіться також
- грецький храм
- Список давньогрецьких храмів
- Давньогрецька архітектура

## Зовнішні посилання
- Офіційний сайт
- Скульптура фронтон
- Фотографії храму Афаї
- (Міністерство культури Греції) Археологічні розкопки Афая на Айгіні
- Фердинанд Пайор, «Кокерелл і «Великий тур»»
- Сайт Персея: «Егіна, храм Афаї» Великий фоторепертуар
- Адольф Фуртвенглер про поліхромію храму, 1906 р
- Реконструкція поліхромного західного фронтону
- Музей богині Афіни